# Paolino DJ
Paolino DJ, pseudonimo di Paolo Mariani (Melzo, 24 dicembre 1980), è un conduttore radiofonico e telecronista sportivo italiano.

## Biografia
Dopo avere lavorato come operatore turistico, nel 1999 fonda una compagnia teatrale e l'anno successivo inizia a collaborare con Rete 4 come cronista sportivo. La carriera di Paolino inizia nel 2002 quando approda a Radio Studio Più come conduttore del programma Party on the road in onda da svariate località turistiche italiane.
Nel 2005 insieme al collega Martin Klein, con cui continua a lavorare in coppia, crea il programma La Carovana, in onda dal lunedì al venerdì su Radio Studio Più.
Parallelamente al lavoro di speaker radiofonico, Paolo Mariani intraprende la carriera di telecronista sportivo nel 2009 come commentatore di wrestling per la WWE sul canale 210 e 211 di Eurosport commentando i programmi di wrestling This Week in WWE e WWE 24/7. Dopo poco tempo, nella stessa emittente, si occupa di svariate discipline sportive come il Red bull air race, Arm wrestling, i mondiali di strongman, gli Arnold Classic e altri eventi sportivi. Nel 2011 viene ingaggiato da La Gazzetta dello Sport per il commento tecnico sportivo della collana Wrestling Legends, legata al mondo delle superstar del wrestling, con  Paolo Lanati e Dan Peterson.
Nel 2012, si trasferisce a Radio 105 e diventa conduttore di 105 Week End in onda il sabato e la domenica dalle ore 16 alle 19. Nel 2014 diventa conduttore e autore del programma 105 Night Express in onda tutti i giorni dalle ore 22 alle 24. Nello stesso anno viene notato dal gruppo di Discovery Channel e insieme a Salvatore Aiello e Nicola Villani, conduce sulla piattaforma Discovery Channel, nel canale 401, in diretta mondiale a reti unificate, l'impresa di Nik Wallenda, il funanbolo che camminò bendato tra i grattacieli di Chicago nel programma Skyscraper Live. Alla diretta parteciparono contemporaneamente in 220 nazioni. Nel 2015 passa da Eurosport a Sky Sport e come commentatore di wrestling si unisce al trio di telecronisti di Luca Franchini, Michele Posa e Salvatore Torrisi al commento dei programmi della WWE. Insieme al nuovo team si occupa di programmi come WWE Raw, WWE SmackDown e WWE NXT. Nel 2017 diventa socio del tour di dance party I Love Formentera – format e programma di Radio 105 – con cui lavora e collabora in tour in tutta Italia.
Nel 2020 diventa conduttore insieme a Martin Klein del programma 13 PM precedentemente chiamato 105 All'una. Dal 1 marzo 2022 il programma debutta su Radio 105 TV. Lo stesso anno passa a DMAX con il duo Michele Posa e Luca Franchini, assumendo il ruolo di commentatore di wrestling ma nello stesso periodo ritorna alla redazione di Sky Sport nel 2022 dove inizia a commentare la nuova federazione di wrestling AEW e, sempre per Sky Sport, è commentatore sul canale 201 e 204 nei programmi AEW Rampage e AEW  Dynamite con Salvatore Torrisi e Moreno Molla.

## Programmi radiofonici
- Party on the road (2002)
- La Carovana (2005)
- 105 Week End (2012)
- 105 Night Express (2014)
- 13 PM (2020-2024)
- La Carovana di 105 (2024-)

## Programmi televisivi
- This Week in WWE (2009)
- WWE 24/7 (2009)
- Skyscraper Live (2014)